# Maksim Fedotov
Pour les articles homonymes, voir Fedotov.
Maksim Sergueïevitch Fedotov - en russe : Максим Сергеевич Федотов  - (né le 22 janvier 2002 à Saratov dans l'oblast de Saratov en Russie) est un joueur professionnel russe de hockey sur glace. Il évolue au poste de défenseur. Son frère Ilia Fedotov est également joueur professionnel.

## Biographie

### Carrière en club
Formé au Kristall Saratov, il rejoint les équipes de jeunes du Torpedo Nijni Novgorod. Il commence sa carrière junior dans la MHL lors de la saison 2019-2020 avec la Tchaïka, équipe junior du Torpedo Nijni Novgorod. En 2021-2022, il joue ses premiers matchs avec le Torpedo dans la KHL. Le 4 juillet 2023, il est échangé avec son frère Ilia au SKA Saint-Pétersbourg en retour de Danil Savounov, des droits du défenseur Iegor Zamoula et d'une compensation monétaire.

### Carrière internationale
Il représente la Russie au niveau international. Il honore sa première sélection le 2 mai 2023 lors d'un match amical face à la Biélorussie.

## Statistiques
| Saison    | Équipe                 | Ligue |                   | Saison régulière  | Saison régulière  | Saison régulière  | Saison régulière  | Saison régulière |   | Séries éliminatoires | Séries éliminatoires | Séries éliminatoires | Séries éliminatoires | Séries éliminatoires |
| Saison    | Équipe                 | Ligue | PJ                | B                 | A                 | Pts               | Pun               | PJ               | B | A                    | Pts                  | Pun                  |                      |                      |
| 2019-2020 | Tchaïka Nijni Novgorod | MHL   | 27                | 0                 | 3                 | 3                 | 22                | -                | - | -                    | -                    | -                    |                      |                      |
| 2020-2021 | Tchaïka Nijni Novgorod | MHL   | 43                | 4                 | 22                | 26                | 57                | 8                | 1 | 6                    | 7                    | 12                   |                      |                      |
| 2021-2022 | Tchaïka Nijni Novgorod | MHL   | 24                | 2                 | 12                | 14                | 20                | 10               | 1 | 5                    | 6                    | 6                    |                      |                      |
| 2021-2022 | Torpedo Nijni Novgorod | KHL   | 20                | 1                 | 1                 | 2                 | 12                | -                | - | -                    | -                    | -                    |                      |                      |
| 2021-2022 | AKM Toula              | VHL   | 2                 | 1                 | 0                 | 1                 | 0                 | -                | - | -                    | -                    | -                    |                      |                      |
| 2022-2023 | Torpedo Nijni Novgorod | KHL   | 64                | 9                 | 17                | 26                | 24                | 10               | 2 | 5                    | 7                    | 11                   |                      |                      |
| 2023-2024 | SKA Saint-Pétersbourg  | KHL   | 62                | 3                 | 9                 | 12                | 30                | 7                | 0 | 3                    | 3                    | 2                    |                      |                      |
| 2024-2025 | HK Sotchi              | KHL   | Saison en cours ? | Saison en cours ? | Saison en cours ? | Saison en cours ? | Saison en cours ? |                  |   |                      |                      |                      |                      |                      |